# Bytholeucon hartmannorum
Bytholeucon hartmannorum is een zeekommasoort uit de familie van de Leuconidae. De wetenschappelijke naam van de soort is voor het eerst geldig gepubliceerd in 2011 door Mühlenhardt-Siegel.